# 大院君
大院君（たいいんくん、だいいんくん、テウォングン、대원군）は、李氏朝鮮において、王位が父から子への直系継承が行われなかった場合に、新しい国王の実父に対して贈られる尊号である。

## 一覧
生前にこの称号を与えられたのは興宣大院君1人だけであり、また李氏朝鮮時代末期（19世紀後半）において多大な影響力をふるったため、単に「大院君」というと興宣大院君を指すことが多い。
- 徳興大院君（1530年 - 1559年） - 14代・宣祖の父
11代・中宗の九男で、名は岹（山偏に召）。1538年に徳興君になる。死後、1567年に三男の河城君が14代・宣祖として即位し、1570年「徳興大院君」に追尊された。夫人は鄭麟趾の曾孫（鄭麟趾の孫・鄭世虎の娘）にあたる河東府大夫人・鄭氏。長男は河原君（1545年 - 1597年）、次男は河陵君（1546年 - 1592年）、三男が宣祖である。墓は京畿道南楊州市別内面德松里にあり（京畿道記念物第55号）、正式にはあくまでも「墓」だが、宣祖の命により王の墓を指す「陵」字を用いた「徳陵」の別称も通用している。
- 全渓大院君（1785年 - 1841年） - 25代・哲宗の父

21代、英祖の子思悼世子の庶子恩彦君の庶子。
1849年に三男の徳完君が25代•哲宗として即位し、
同年「全渓大院君」に追尊された。
- 興宣大院君 - 26代・高宗の父

上記の3人以外に16代・仁祖の父定遠君も定遠大院君と称されたが、さらに元宗の廟号を追尊されて王扱いになった。